# 511 до н. е.

## Події
21 травня 511 року до н. е. відбулося часткове сонячне затемнення.
14 листопада 511 року до н. е. відбулося повне сонячне затемнення.